# 10e étape du Tour de France 2008
Pour un article plus général, voir Tour de France 2008.
La 10e étape du Tour de France 2008 s'est déroulée le 14 juillet. Le parcours de 156 km reliait Pau à Hautacam.
L'étape était marquée par le franchissement de deux côtes hors-catégorie, le Tourmalet et la montée finale à Hautacam. Italien Leonardo Piepoli franchit la ligne d'arrivée en tête. À la suite d'un contrôle antidopage positif, la victoire est attribuée à son coéquipier Juan José Cobo.

## Profil de l'étape

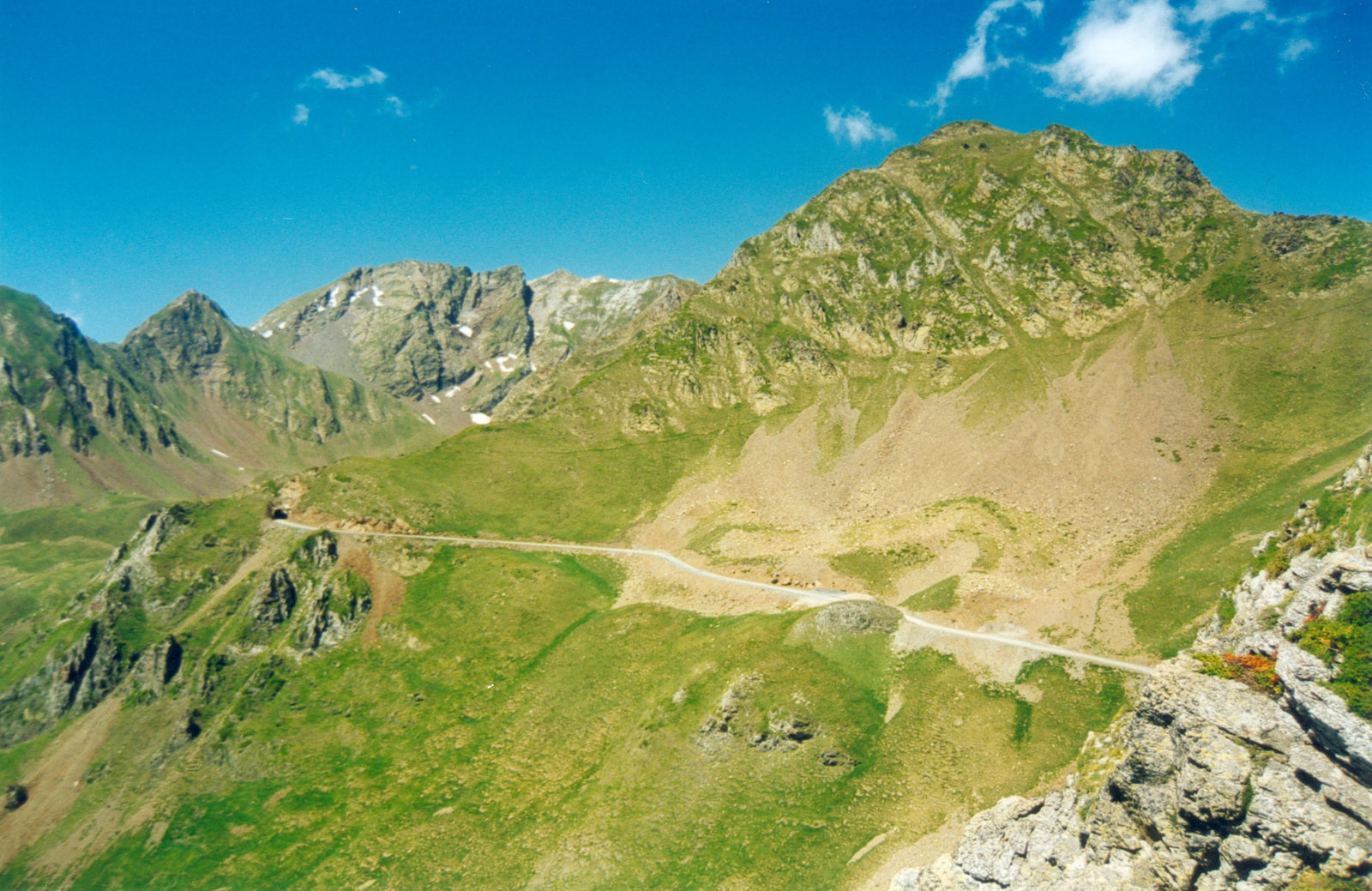
Le col du Tourmalet

La deuxième étape pyrénéenne est l'occasion d'une deuxième arrivée en altitude, à Hautacam. Trente-huit kilomètres après le départ de Pau (Pyrénées-Atlantiques), les coureurs gravissent la première difficulté du jour, la côte de Bénéjacq (3e cat.). La suite de la course se déroule sur les routes du département des Hautes-Pyrénées, en passant par Lourdes et Bagnères-de-Bigorre. S'y trouvent également les sprints de Lamarque-Pontacq (km 44) et Pouzac (km 74), et la deuxième côte de 3e catégorie à Loucrup.
La deuxième moitié de la course est constituée des deux ascensions hors catégorie du jour. Le col du Tourmalet est escaladé côté Est depuis Sainte-Marie-de-Campan. Il culmine à 2 115 mètres et présente une pente moyenne de 7,4 %. La montée finale vers Hautacam est longue de 14 kilomètres. La ligne d'arrivée se trouve à 1 520 mètres d'altitude. Il s'agit de la quatrième arrivée d'étape dans cette station de sports d'hiver.

## La course
Un groupe de 24 coureurs se détache après 10 km de course. Parmi eux, Fabian Cancellara (Team CSC), Hubert Dupont (AG2R La Mondiale), Markus Fothen (Gerolsteiner), Óscar Freire (Rabobank), Rémy Di Grégorio, Jérémy Roy (La Française des jeux) et Leonardo Duque (Cofidis) se détachent et atteignent les pentes qui mènent au col du Tourmalet avec 9 min 30 s d’avance sur le peloton. Rémy Di Grégorio s'échappe à 15 km du sommet du Tourmalet et passe seul en tête au sommet avec 2 min 10 s d’avance sur trois poursuivants et 6 min sur le groupe maillot jaune, emmené par les Team CSC. Óscar Pereiro, Damiano Cunego et Alejandro Valverde sont distancés à 2,5 km du col et franchissent le sommet avec 50 s de retard.
Pour creuser l'écart avec les coureurs précédemment lâchés, et profitant des qualités de rouleur de Cancellara, qui s'est laissé reprendre par le peloton, et de Voigt, les Team CSC mènent un train très rapide dans la fin de la descente du Tourmalet puis pendant la vingtaine de kilomètres dans la vallée avant le pied de la montée finale. Un fort vent de face donne un avantage supplémentaire aux deux rouleurs de CSC. Valverde et Cunego, qui n'ont pas pu revenir dans la première partie de la descente, comptent 2 min 50 s de retard au pied de Hautacam. Di Grégorio, esseulé en tête, voit son avance réduite à moins d'une minute en commençant la dernière ascension.
Juan José Cobo, Leonardo Piepoli et Fränk Schleck s'échappent dans la montée de Hautacam et comptent 1 min 40 s d'avance à 5 km du sommet sur un groupe composé de Cadel Evans, Denis Menchov, Carlos Sastre, Moisés Dueñas, Stéphane Goubert, Christian Vande Velde et Riccardo Riccò. Piepoli et Cobo lâchent Frank Schleck à 2,5 km de l’arrivée alors que Cadel Evans tente de limiter l'écart à l'arrière. Piepoli remporte l'étape devant son coéquipier Cobo. Les coureurs de Saunier Duval-Scott remportent ainsi une deuxième victoire consécutive en montagne.
Kim Kirchen, lâché au début de la montée finale, abandonne le maillot jaune à Evans, qui a réussi à conserver 1 s d'avance sur Frank Schleck. Cette étape a mis à mal plusieurs favoris : Cunego et Valverde sont distancés au classement général à près de 5 min. Andy Schleck, victime d'une sévère défaillance, a plus de 8 min de retard. Le maillot vert revient désormais à Oscar Freire après les sprints intermédiaires qu'il a remportés.

## Sprints intermédiaires
| Premier   | Óscar Freire    | 6 Pts. |
| Deuxième  | Romain Feillu   | 4 Pts. |
| Troisième | Filippo Pozzato | 2 Pts. |

| Premier   | Óscar Freire   | 6 Pts. |
| Deuxième  | Leonardo Duque | 4 Pts. |
| Troisième | Jérémy Roy     | 2 Pts. |

## Côtes
| Premier   | David de la Fuente | 4 Pts. |
| Deuxième  | Filippo Pozzato    | 3 Pts. |
| Troisième | Leonardo Duque     | 2 Pts. |
| Quatrième | Pierrick Fédrigo   | 1 Pts. |

| Premier   | Leonardo Duque   | 4 Pts. |
| Deuxième  | Rémy Di Grégorio | 3 Pts. |
| Troisième | Markus Fothen    | 2 Pts. |
| Quatrième | Jérémy Roy       | 1 Pts. |

| Premier   | Rémy Di Grégorio  | 20 Pts. |
| Deuxième  | Jérémy Roy        | 18 Pts. |
| Troisième | Hubert Dupont     | 16 Pts. |
| Quatrième | Leonardo Duque    | 14 Pts. |
| Cinquième | Markus Fothen     | 12 Pts. |
| Sixième   | Fabian Cancellara | 10 Pts. |
| Septième  | Óscar Freire      | 8 Pts.  |
| Huitième  | Riccardo Riccò    | 7 Pts.  |
| Neuvième  | Jens Voigt        | 6 Pts.  |
| Dixième   | Carlos Sastre     | 5 Pts.  |

| Premier   | Leonardo Piepoli      | 40 Pts. |
| Deuxième  | Juan José Cobo        | 36 Pts. |
| Troisième | Fränk Schleck         | 32 Pts. |
| Quatrième | Bernhard Kohl         | 28 Pts. |
| Cinquième | Vladimir Efimkin      | 24 Pts. |
| Sixième   | Riccardo Riccò        | 20 Pts. |
| Septième  | Carlos Sastre         | 16 Pts. |
| Huitième  | Cadel Evans           | 14 Pts. |
| Neuvième  | Denis Menchov         | 12 Pts. |
| Dixième   | Christian Vande Velde | 10 Pts. |

## Classement de l'étape

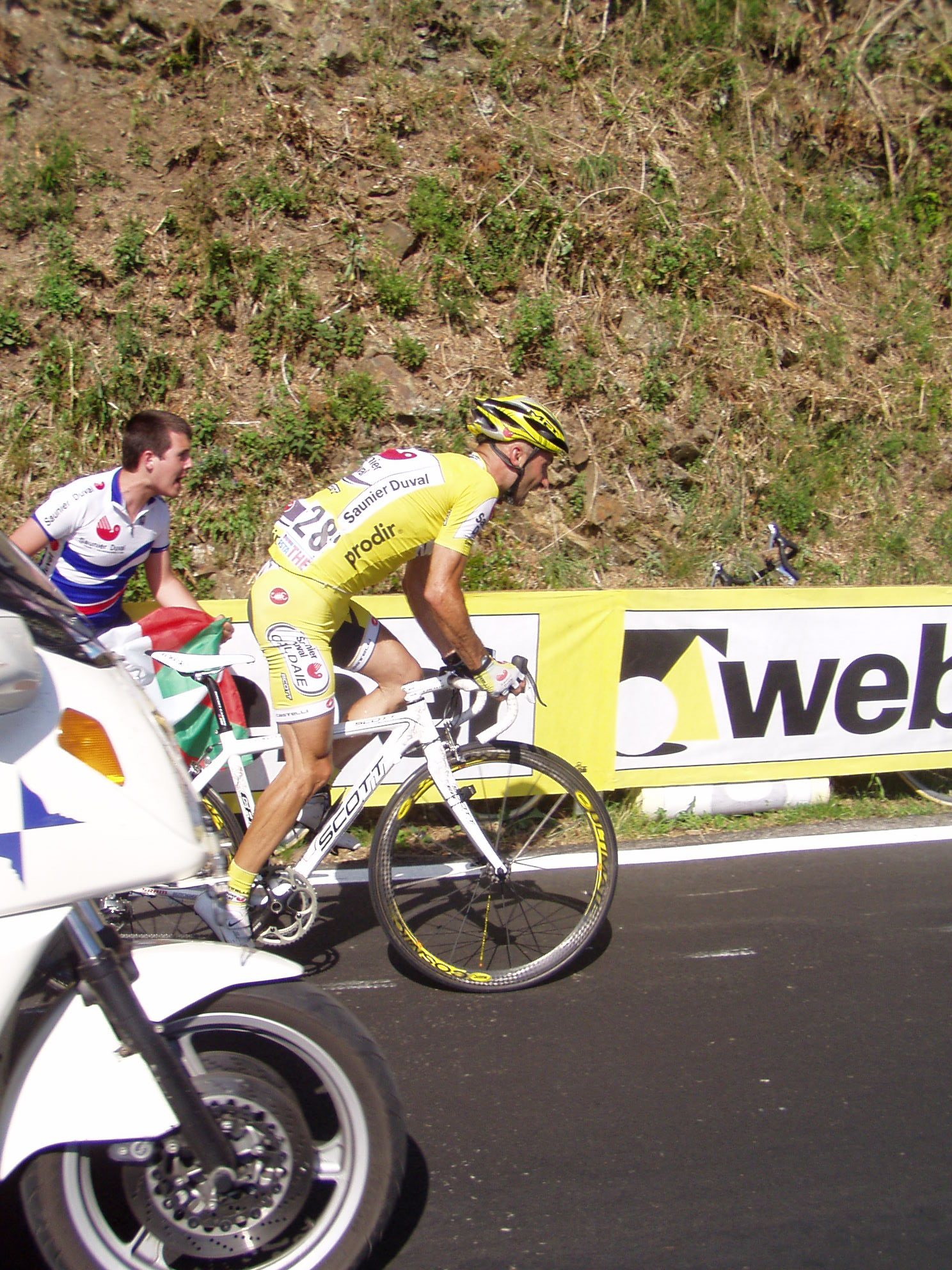
Leonardo Piepoli

| DSQ | Leonardo Piepoli      | Saunier Duval-Scott | en | 4 h 19 min 27 s |
| 1.  | Juan José Cobo        | Saunier Duval-Scott | +  | m.t.            |
| 2.  | Fränk Schleck         | Team CSC            |    | 28 s            |
| 3.  | Bernhard Kohl         | Gerolsteiner        |    | 1 min 06 s      |
| 4.  | Vladimir Efimkin      | AG2R La Mondiale    |    | 2 min 05 s      |
| DSQ | Riccardo Riccò        | Saunier Duval-Scott |    | 2 min 17 s      |
| 5.  | Carlos Sastre         | Team CSC            |    | m.t.            |
| 6.  | Cadel Evans           | Silence-Lotto       |    | m.t.            |
| 7.  | Denis Menchov         | Rabobank            |    | m.t.            |
| 8.  | Christian Vande Velde | Garmin Chipotle     |    | m.t.            |

## Classement général
| 1.  | Cadel Evans           | Silence-Lotto       | en | 42 h 29 min 09 s |
| 2.  | Fränk Schleck         | Team CSC            | +  | 1 s              |
| 3.  | Christian Vande Velde | Garmin Chipotle     |    | 38 s             |
| 4.  | Bernhard Kohl         | Gerolsteiner        |    | 46 s             |
| 5.  | Denis Menchov         | Rabobank            |    | 57 s             |
| 6.  | Carlos Sastre         | Team CSC            |    | 1 min 28 s       |
| 7.  | Kim Kirchen           | Team Columbia       |    | 1 min 56 s       |
| 8.  | Juan José Cobo        | Saunier Duval-Scott |    | 2 min 10 s       |
| 9.  | Riccardo Riccò        | Saunier Duval-Scott |    | 2 min 29 s       |
| 10. | Vladimir Efimkin      | AG2R La Mondiale    |    | 2 min 32 s       |

## Classements annexes

### Classement par points
| Classement par points | Total   |
| --------------------- | ------- |
| Óscar Freire          | 131 pts |
| Kim Kirchen           | 124 pts |
| Thor Hushovd          | 105 pts |

### Classement de la montagne
| Classement de la montagne | Total  |
| ------------------------- | ------ |
| Riccardo Riccò            | 77 pts |
| David de la Fuente        | 65 pts |
| Sebastian Lang            | 57 pts |

### Classement du meilleur jeune
| Classement du meilleur jeune | Total            | Total            |
| ---------------------------- | ---------------- | ---------------- |
| Riccardo Riccò               | 42 h 31 min 38 s | 42 h 31 min 38 s |
| Vincenzo Nibali              | +                | 1 min 49 s       |
| Maxime Monfort               | +                | 4 min 18 s       |

### Classement par équipes
| Classement par équipes | Total             | Total             |
| ---------------------- | ----------------- | ----------------- |
| Saunier Duval-Scott    | 127 h 29 min 48 s | 127 h 29 min 48 s |
| Team CSC               | +                 | 4 min 40 s        |
| AG2R La Mondiale       | +                 | 9 min 29 s        |

### Combativité
Rémy Di Grégorio (La Française des jeux)

## Abandon
Yury Trofimov (Bouygues Telecom)